# Inter-National-League
Die Inter-National-League (INL) war eine österreichisch-slowenische Eishockeyliga und wurde am 14. Juli 2012 in Villach von den Vertretern des Österreichischen Eishockeyverbandes (ÖEHV), des Slowenischen Eishockeyverbandes (HZS) sowie Vertretern der Vereine gegründet. Sie befand sich eine Stufe unter der internationalen Erste Bank Eishockey Liga und war auf semiprofessionelle Clubs ausgerichtet. Letzter Meister wurde in der Saison 2015/16 der EHC Bregenzerwald, der das Best-of-five-Finale gegen die EHC Lustenau mit 5:1 gewann. Für die folgende Spielzeit wurde die Alps Hockey League gegründet.

## Geschichte
2012 hatten sieben der elf Mannschaften der österreichischen Nationalliga die Liga verlassen. Die zwei Mannschaften des EC hagn_leone Dornbirn und des HC TWK Innsbruck wurden in die EBEL aufgenommen, während sich andere Mannschaften in den Amateursport zurückzogen. Mit nur vier verbleibenden Teilnehmern stand die Auflösung der zweiten Liga-Ebene in Österreich bevor.
Gleichzeitig konnte die Slohokej Liga, ein länderübergreifender Wettbewerb unterhalb der EBEL mit Mannschaften aus Slowenien, Kroatien und Serbien, aufgrund eines Streits des Slowenischen Eishockeyverbandes mit der Slohokej-Betreibergesellschaft nicht fortgeführt werden. Nach der Insolvenz von Acroni Jesenice verblieb HDD Olimpija Ljubljana als eine einzige slowenische Mannschaft in der EBEL. Dies verschlechterte auch die Situation des slowenischen Eishockey-Unterbaus. Olimpija (und Jesenice) stiegen zuvor jeweils in die slowenischen Meisterschafts-Play-offs ein und spielten im Finale untereinander den Meister aus.
In der Folge beschlossen der ÖEHV und der HZS, eine gemeinsame Liga für semiprofessionelle Clubs zu bilden. In der ersten Saison nahmen mit den vier österreichischen Clubs EHC Bregenzerwald, VEU Feldkirch, EHC Lustenau und EK Zell am See und den slowenischen Clubs HK Slavija Ljubljana und HK Triglav Kranj insgesamt sechs Mannschaften teil. In der ersten Runde spielten alle Mannschaften in drei Doppelrunden jeweils sechs Mal gegeneinander, wodurch 36 Spiele zustande kamen. Die Meisterschaft begann am 15. September 2012, das letzte Spiel im Grunddurchgang fand am 2. März 2013 statt. Das Halbfinale und das Finale wurden im Modus Best of five gespielt.
In der Saison 2013/14 weitete sich das Teilnehmerfeld massiv aus. Es beteiligten sich zusätzlich fünf Mannschaften der zweitklassigen italienischen Serie A2, die dazu in 2a Divisione umbenannt worden war. Außerdem stiegen vier weitere slowenische Mannschaften ein. Insgesamt traten daher 15 Mannschaften gegeneinander an.
Da der italienische Verband seinen Vereinen für die Saison 2014/15 keine weitere Freigabe erteilte und der HDK Maribor seine Teilnahme zurückzog bestritten fünf slowenische und sechs österreichische Vereine diese Saison. Im österreichischen Teilnehmerfeld neu hinzugekommen war der – nach acht Jahren Abwesenheit in der 2.höchsten Liga – EC Kitzbühel sowie die neu gegründeten Steelers Kapfenberg.
Für die Saison 2015/16 kam es mit den Ausstieg von Kranj und Bled zu einem weiteren Teilnehmerschwund. Neun Mannschaften bestritten diese Saison, die sich als letzte Spielzeit erweisen sollte. Im Frühjahr 2016 wurde mit Teilnehmern aus Österreich, Slowenien und Italien die ebenso supranationale Alps Hockey League als Nachfolger gegründet.

## Mannschaften und Platzierungen
| Land       | Club                 | 12/13 | 13/14 | 14/15 | 15/16 |
| ---------- | -------------------- | ----- | ----- | ----- | ----- |
| Österreich | EHC Bregenzerwald    | M     | F     | V     | M     |
| Österreich | VEU Feldkirch        | 5     | V     | F     | H     |
| Österreich | EHC Lustenau         | 6     | V     | M     | F     |
| Österreich | EK Zell am See       | H     | H     | H     | V     |
| Österreich | EC Kitzbühel         |       |       | V     | V     |
| Österreich | Steelers Kapfenberg  |       |       | V     |       |
| Österreich | KSV Eishockey        |       |       |       | V     |
| Slowenien  | HK Slavija Ljubljana | F     | Q     | V     | 9     |
| Slowenien  | HK Triglav Kranj     | H     | Q     | 10    |       |
| Slowenien  | HK MK Bled           |       | Q     | 11    |       |
| Slowenien  | HK Celje             |       | Q     | 9     | V     |
| Slowenien  | HC/HDD Jesenice      |       | V     | H     | H     |
| Slowenien  | HDK Maribor          |       | Q     |       |       |
| Italien    | HC Neumarkt          |       | M     |       |       |
| Italien    | HC Gherdëina         |       | H     |       |       |
| Italien    | HC Eppan Pirates     |       | V     |       |       |
| Italien    | HC Meran             |       | Q     |       |       |
| Italien    | SV Kaltern Eishockey |       | Q     |       |       |

M: Meister, F: Finalist, H: Halbfinalist, V: Viertelfinalist, Q: Qualifikationsrunde, Zahl: Platzierung Hauptrunde